# Teenage Head
Teenage Head es una banda canadiense de punk-rock formada en 1975 por Frankie Venom, Gord Lewis, Steve Marshall y Nick Stipanitz, siendo este último reemplazado por Jack Pedler. en el 2008 Gord Lewis anuncio la muerte del integrante Frankie Venom a causa del cáncer.

## Integrantes

### Formación actual
- Pete McAulay - vocalista
- Gord Lewis - guitarra
- Steve Marshall - bajo
- Jack Pelder - batería

### Exintegrantes
- Frankie Venom (fallecido) - vocalista
- Steve Park - bajo
- Nick Stipanitz - batería
- Blair Richard Martin - batería
- Mark Lockerbie - batería
- Dave Desroches - vocal de apoyo, guitarra

## Discografía

### Álbumes de estudio
- 1979: Teenage Head
- 1980: Frantic City
- 1982: Some Kinda Fun
- 1986: Trouble in the Jungle
- 1987: Can't Stop Shakin
- 1988: Electric Guitars
- 1996: Head Disorder

### EP
- 1983: Tornado

### Compilaciones
- 1984: Endless Party
- 1988: 241 Double Header
- 1998: Hard Core Logo
- 2006: Anthology Vol. 1
- 2006: Anthology Vol. 2
- 2008: Teenage Head with Marky Ramone